# 42. stridsflygdivisionen
42. jaktflygdivisionen, även känd som David Blå, var en stridsflygdivision inom svenska flygvapnet som verkade i olika former åren 1936–2004. Divisionen var baserad på Frösö flygplats väster om Östersund.

## Historik
David Blå var 2. divisionen vid Jämtlands flygflottilj (F 4), eller 42. stridsflygdivisionen inom Flygvapnet, och bildades 1936. Divisionen bildades som en "lätt bombflygdivision", men kom 1947 att omorganiseras och ombeväpnades till en jaktflygdivision. 
Divisionen var först vid Jämtlands flygflottilj med att träda in i den så kallade jetåldern. Vilket skedde 1952 i samband med ombeväpningen till J 28B Vampire. År 1955 kom sedan ombeväpningen till J 29E Tunnan och hösten 1966 till J 32B Lansen. Den 16 februari 1970 påbörjades omskolning till J 35D Draken, under ledning av kapten Olle Lindström. Sommaren 1983 upphörde divisionen med att flyga med Draken. Detta på grund av kommande omskolning till JA 37 Viggen. Den tekniska personalen vid divisionens baskompani omskolades först. Vilket strandsatte divisionen under ett halvår, och flygförarna fick istället flyga med Sk 50 och Sk 60.
Den 27 september 2004 påbörjade divisionen med sin omskolning och ombeväpning till JAS 39A. I samband med omskolningen till JAS kom divisionen att benämnas 42. stridsflygdivisionen. Den 31 december 2004 avvecklades divisionen, från och med 1 januari 2005 övergick divisionen tillsammans med flottiljen till en avvecklingsorganisation fram till dess att avvecklingen skulle vara slutförd senast den 30 juni 2006. Divisionen var den enda av flottiljens två divisioner som omskolades till JAS 39-systemet. Dock upplöstes divisionen efter att den var helt omskolad till JAS 39-systemet. Divisionens flygplan kom istället att överföras till Norrbottens flygflottilj, där de från 2006 kom att utgöra huvudsystem för 211. stridsflygdivisionen. Divisionens sista chef, Fredrik Bergman, var åren 2011–2015 flottiljchef för Norrbottens flygflottilj (F 21).

## Materiel vid förbandet
| Bombflygplan - 1937–1940: B 4 Hawker Hart - 1940–1944: B 5B/C - 1944–1948: B 17A/B/C | Jaktflygplan - 1947–1953: J 26 Mustang - 1952–1955: J 28B/C Vampire - 1955–1966: J 29E/F Tunnan - 1966–1970: J 32B Lansen - 1970–1983: J 35D2 Draken - 1983–2004: JA 37 Viggen - 2004–2005: JAS 39A Gripen |

## Förbandschefer
Divisionschefer vid 42. jaktflygdivisionen (David Blå) åren 1936–2005.
- 1936–1983: ???
- 1983–1995: Pentti Lamberg
- 1995–1999: Stefan ???
- 1999–2000: Peder Söderström
- 2000–2003: ???
- 2003–2005: Fredrik Bergman

## Anropssignal, beteckning och förläggningsort
| David Blå | 1936 | – | 2005-??-?? |

| 42. lätta bombflygdivisionen | 1936-??-?? | – | 1947-??-?? |
| 42. jaktflygdivisionen       | 1947-??-?? | – | 2004-09-26 |
| 42. stridsflygdivisionen     | 2004-09-27 | – | 2004-12-31 |
| Avvecklingsorganisation      | 2005-01-01 | – | 2005-??-?? |

| Frösö flygplats (F) | 1936-??-?? | – | 2005-??-?? |